# Pyrus serikensis
Pyrus serikensis är en rosväxtart som beskrevs av A. Güner och Hayri Duman. Pyrus serikensis ingår i släktet päronsläktet, och familjen rosväxter. Inga underarter finns listade i Catalogue of Life.